# Chor Minor

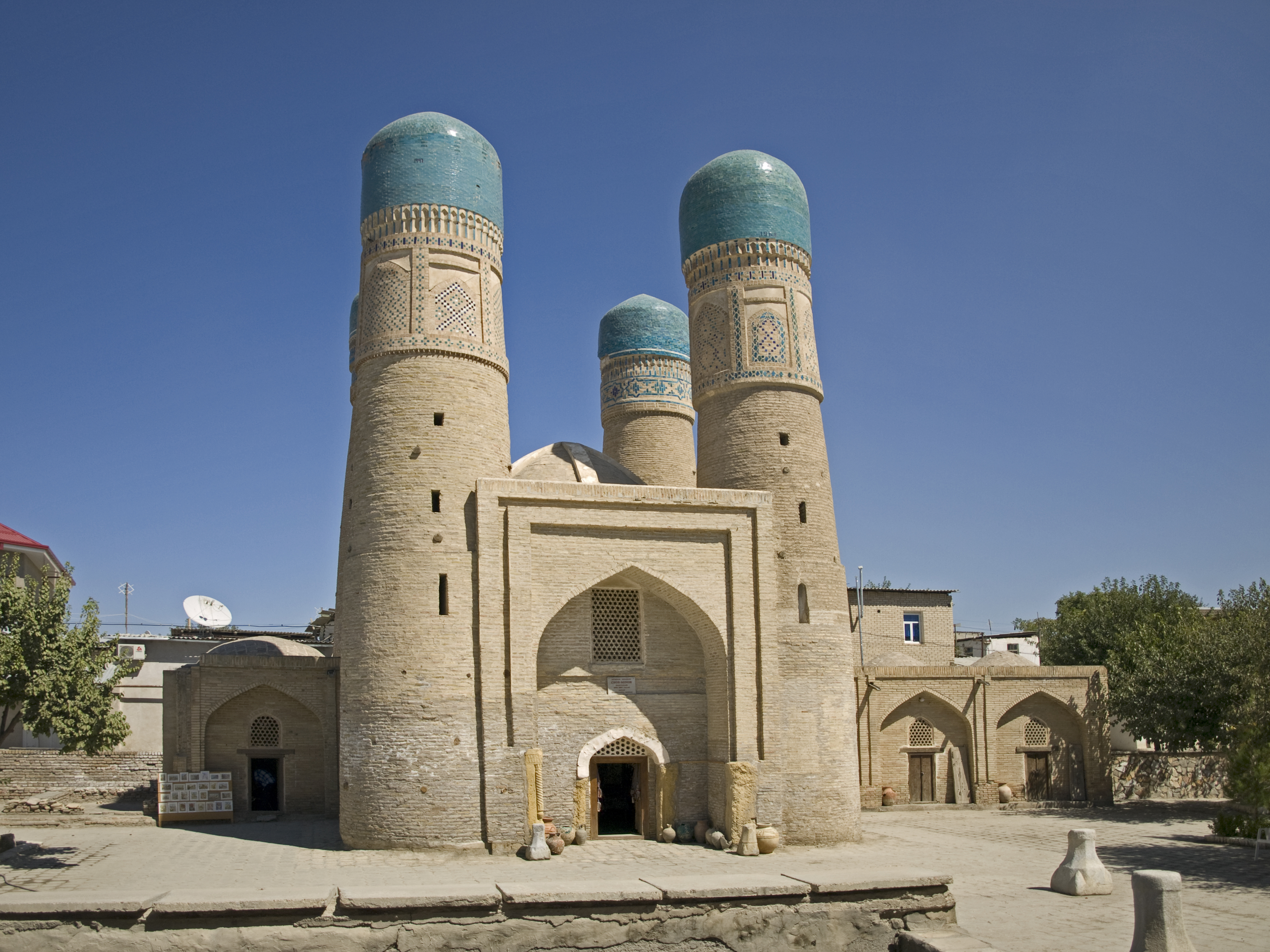
Tschor Minor

Das Tschor Minor (usbekische Schreibweise Chor Minor) ist ein Torgebäude in der usbekischen Stadt Buchara. Es gilt neben dem Kalon-Minarett als zweites Wahrzeichen der Stadt.

## Lage
Das Torgebäude liegt im Osten des historischen Zentrums von Buchara etwa 500 Meter nordöstlich des Gebäudekomplexes Labi Hovuz und etwa 1 km südwestlich von der Fayzobod-Chanaqa in einem Wohngebiet auf der Nordseite eines kleinen Platzes.

## Geschichte
Das Tschor Minor (von persisch چهارمنار Chahar Menar) war ursprünglich Teil einer Medrese, die 1807 durch Chalfa Niyozqul, einen reichen turkmenischen Kaufmann errichtet worden sein soll. Die Madrasa war 92 Meter lang und 40 Meter breit. Innerhalb ihres Hofs war eine lichte Säulenhalle als Sommermoschee angeordnet.
Von dem ganzen Komplex sind nur noch das Torhaus und daran anschließende eingeschossige Anbauten erhalten, die ursprünglich Wohnzellen der Studenten enthielten. Von einigen weiteren Zellen sind nur noch die Grundmauern erhalten.
1995 kollabierte einer der vier Türme  infolge eines unterirdischen Bachlaufes, worauf die Sehenswürdigkeit sogleich aus dem touristischen Besichtigungsprogramm gestrichen wurde. Offenbar wurde das Ereignis von den Behörden als peinliche Schmach empfunden und man war bemüht, die Bevölkerung darüber so sehr im Ungewissen zu lassen, dass ausländische Besucher noch im Jahr darauf erstaunt erlebten, dass selbst offizielle Stadtführer keine Ahnung vom Kollaps eines der Türme hatten, da das Bauwerk ja nicht mehr auf ihrem Besichtigungsprogramm verzeichnet war. Eilig aber machte man sich an dessen Wiederherstellung. In kaum einem Reiseführer ist daher eine Erwähnung des neuerbauten vierten Turmes dieses Wahrzeichens von Buchara zu finden. Für die eilige Wiederherstellung der Welterbe-Attraktion hatte man um Unterstützung aus dem WORLD HERITAGE-Fond der UNESCO ersucht und auch erhalten, doch entgegen den Absprachen mit der UNESCO wurden bei der Rekonstruktion alle Welterbe-Richtlinien ignoriert, indem man unbekümmert „nicht herkömmliches Baumaterial  wie Zement minderer Qualität und Stahl verwendete“.

## Beschreibung
Das Tschor Minor ist ein zweigeschossiges Gebäude in Ziegelbauweise mit einer Grundfläche von 19 × 9 Meter. Es trägt eine spitzbogige, mit Rippen verstärkte Kuppel.
An den vier Ecken des Bauwerks stehen 17 Meter hohe Türme. Von ihnen hat das Bauwerk seinen Namen (= vier Minarette). Die Türme erfüllen jedoch nicht die Funktion eines Minaretts, sondern dienen lediglich der Zier des Bauwerks. Sie tragen Kuppeln aus hellblau glasierten Ziegeln. Auch die oberen Abschnitte der Türme sind mit Mustern aus glasierten Ziegeln versehen, die an jedem Turm anders gestaltet sind, ansonsten sind die Wände in Ziegelrohbauweise belassen. In einem Turm führt eine Treppe in das Obergeschoss.
Von seiner architektonischen Anlage her ist das Tschor Minor einzigartig in Zentralasien und erinnert eher an indische Vorbilder. Damit zählt es mit zu den originellsten Bauwerken aus der Zeit der Mangit in Buxoro.

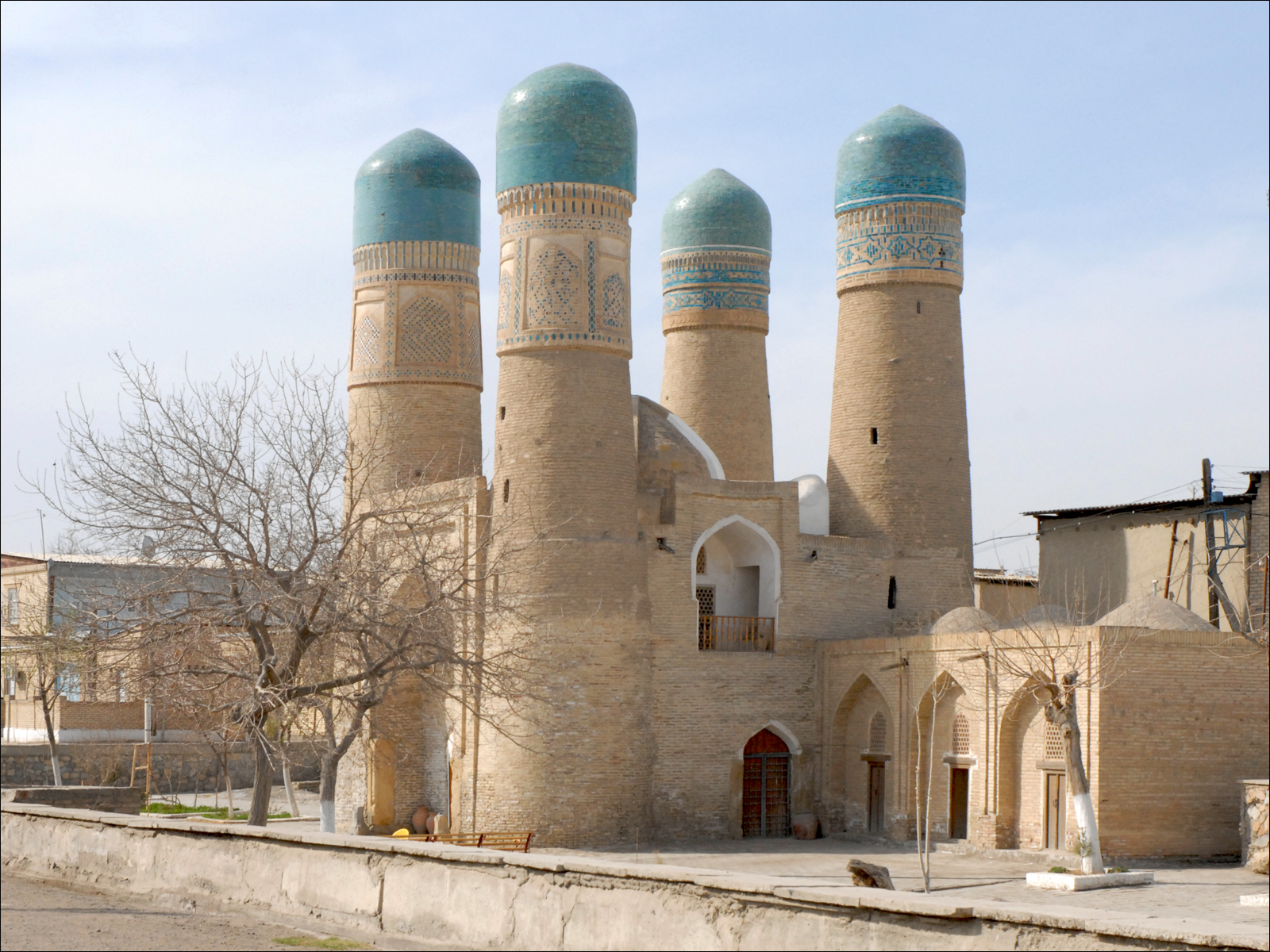
Gesamtansicht
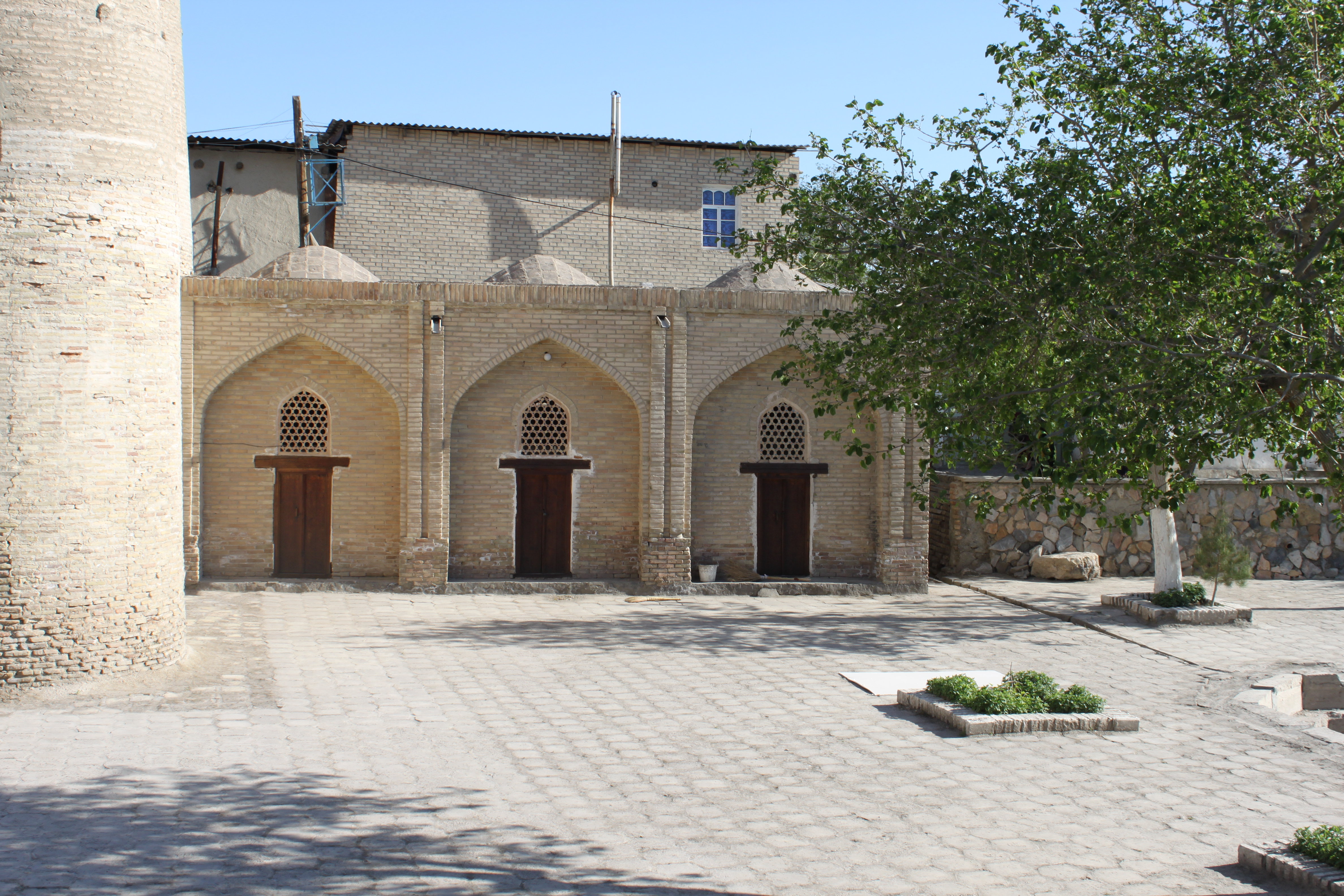
Seitenflügel
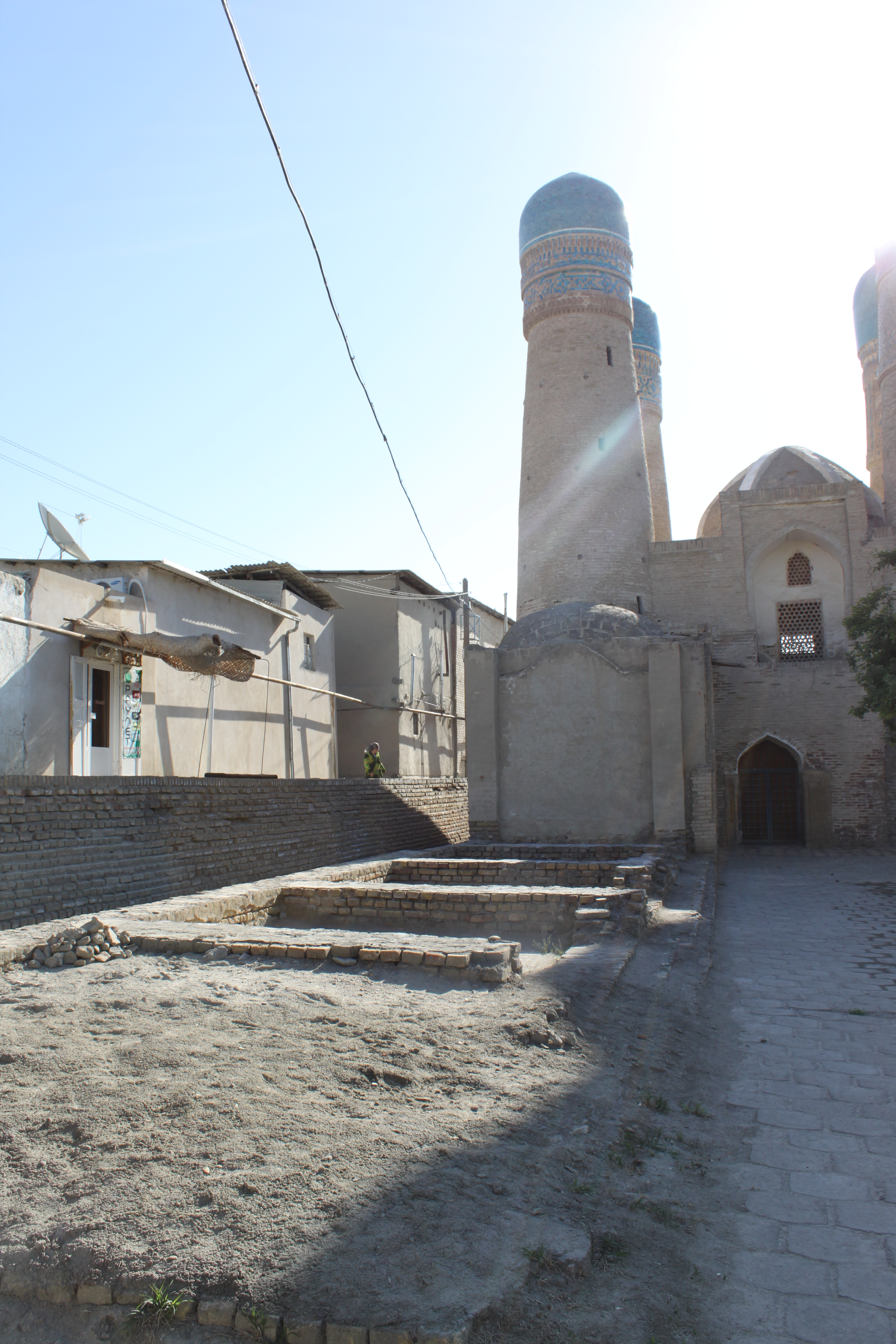
Grundmauern
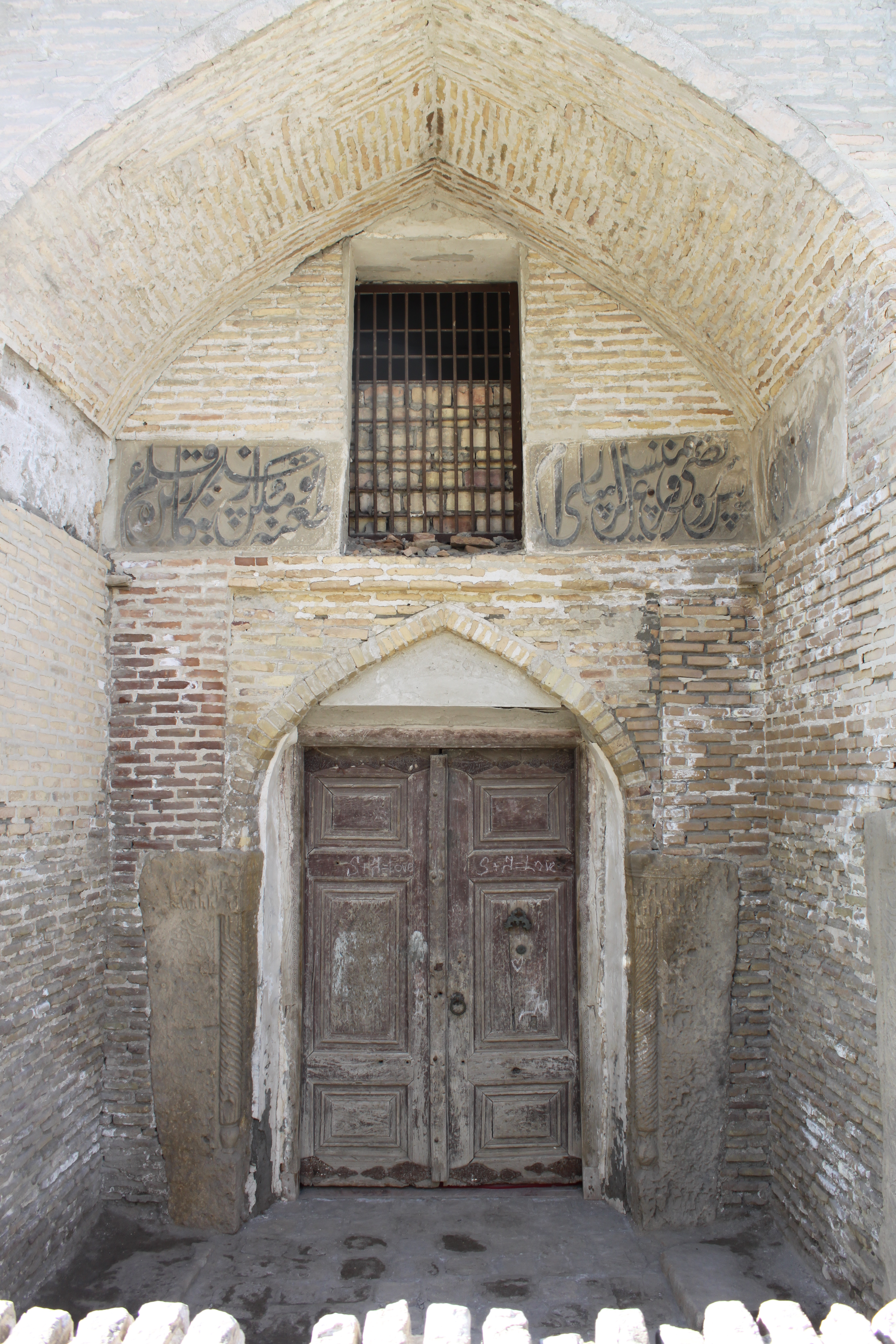
Rückseite
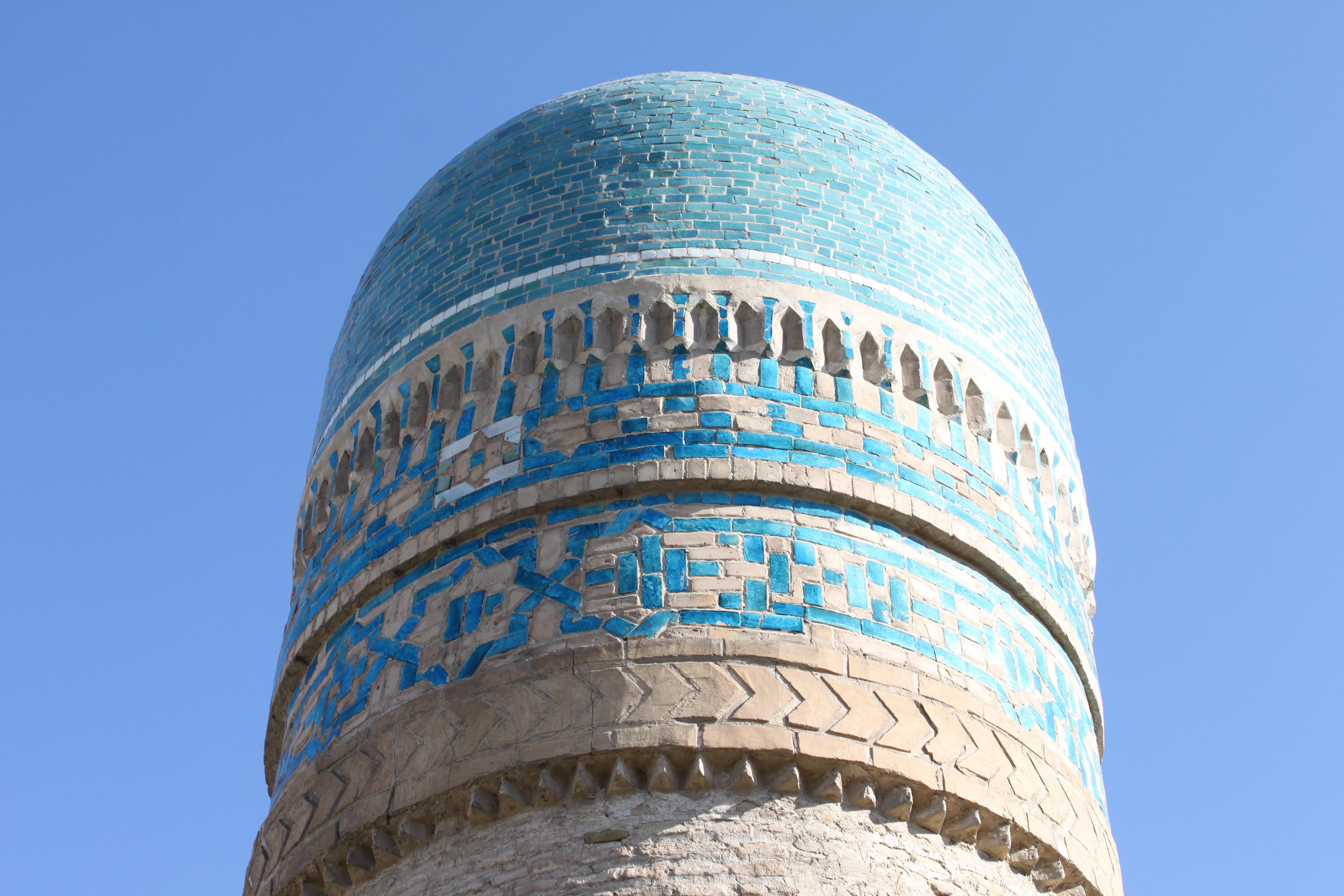
Turmspitze